# Petruska György
Petruska György (Budapest, 1941. december 13. –) magyar matematikus. Valós és komplex analízissel foglalkozik. Fontos tételeket bizonyított folytonos függvények tipikus tulajdonságairól, tehát olyanokról, amelyek (egy adott intervallumban) folytonos függvények teljes metrikus terének egy reziduális halmazán teljesülnek. Ehhez kidolgozta az úgynevezett rácsmódszert.
Az ELTE Analízis I. tanszékének oktatója, vezetője (1964–2000). Hosszú ideig igazgatója volt a Budapest Semesters in Mathematics-nak. A Fort Wayne-i Egyetem (Indiana, USA) Computer Science tanszékének professzora (2002 óta).
1967-ben doktorált az Eötvös Loránd Tudományegyetemen. Disszertációját a Darboux-féle függvényekről írta.Témavezetői Császár Ákos és Hajnal András voltak. A matematikai tudományok kandidátusa (1975), az MTA doktora (1998).
Tanítványai közt van Csörnyei Marianna és Lackovich Miklós.